# 帯域制御
帯域制御（たいいきせいぎょ）、帯域制限（たいいきせいげん）（英語: Bandwidth control/management）とは、コンピュータネットワークにおいてQoSを確保する目的でネットワークトラフィックやパケットに対して実施される測定・制御である。
この項目においては、特にISPや携帯電話会社などの電気通信事業者において行われる帯域制御、帯域制限について述べる。

## 概要
有線・無線の各種ネットワークサービスは、普及とコモディティ化に伴い、近年のネットワーク通信量の漸次的あるいは爆発的な増加が問題となっている。
これらの増加の主要原因は、有線系においてはオープンソース系のOSイメージなどに代表されるギガバイトオーダーの巨大ファイルやファイル共有ソフトウェアや動画共有サービスの過剰ともいえる通信であり、通常のHTTP/FTP通信に割ける帯域が逼迫していた(特にWinnyには通信量を制御する機能が実装されていないため、条件次第でピア間の回線帯域の上限まで使い切ってしまうこともある)。これらを制御・抑制するためにいくつかの実装が登場し、ISP等の通信事業者において一部実施されている。
無線系においては、移動体通信の技術上や電波（行政）管理上、そもそも有線ブロードバンド回線とは比較にならないほど帯域幅は細く、移動体通信の技術発展や、通信事業者、電波監理行政当局の苦心により無線ブロードバンドの実現、普及を見ているが、近年のスマートフォンなど従来より大容量通信を行う端末のコモディティ化、さらにはテザリングなどに見られる過剰な通信により、帯域の逼迫やバックボーンの負荷増大により通信の混雑や障害の多発などが見られている状況である。回線等への負荷軽減や、事業収入の破綻を防止する観点から、多くの無線通信事業者（無線MVNO含む）では帯域制限の導入に踏み切っている。
ちなみに帯域制御は「最高速度の規制」を目的とするものが多いが、逆に帯域保障などの目的で「最低速度の規制」を行う実装も存在する。

## 実装
主にゲートウェイの近辺に制御専用のアプライアンスサーバを設置して監視するケースが多い（例：シマンテック PacketShaperシリーズ)。フリーのソフトウェア実装としては産総研が開発したLinuxカーネル動的組み込み型のPSPacerなどが有名。

### 技術（TCP/IP）
- CAR(Committed Access Rate)
- RED(Random Early Detection)
- WRED(Weighted Random Early Detection)
- PQ(Priority Queuing)
- WFQ(Weighted Fair Queuing)

## 法との兼ね合い（特に一般回線における制御について）
一般回線においてのユーザの同意を得ずに特定のアプリケーション通信を規制・遮断する事は電気通信事業法第4条や憲法21条2が保障している通信の秘密に抵触する可能性がある。実際にぷららが、ユーザの同意を前提としないWinny通信の完全遮断をしようとしたところ、総務省から同事業法違反との見解が出されている。

### 一般回線の帯域制御
上記にも述べられている通り、遮断することは憲法21条2に底触する恐れがあるため、一定期間に大容量の通信を行った場合には、回線速度の制限を実施するISPが増えてきている。

## ツールと技法
- LANアナライザ
- ネットワークトラフィック測定（Network traffic measurement）